# Agdistis qurayyahiensis
Agdistis qurayyahiensis là một loài bướm đêm thuộc họ Pterophoridae. Loài này có ở Các Tiểu vương quốc Ả Rập Thống nhất.